# Hutcheonita
La hutcheonita és un mineral de la classe dels silicats que pertany al grup de la schorlomita. Rep el nom en honor d'Ian Douglas Hutcheon (1947 - 26 de març de 2015), un cosmoquímic del Lawrence Livermore National Laboratory, Califòrnia. Va fer nombroses contribucions als estudis isotòpics dels meteorits i a la datació de material extraterrestre.

## Característiques
La hutcheonita és un nesosilicat de fórmula química Ca₃Ti₂(SiO₄)(AlO₄)₂. Cristal·litza en el sistema isomètric. Químicament és molt semblant a la paqueïta, i similar també a la grossmanita.
L'exemplar que va servir per a determinar l'espècie, el que es coneix com a material tipus, es troba conservat a la col·lecció de meteorits G. J. Wasserburg, de la divisió de ciències planetàries i geològiques de l'Institut de Tecnologia de Pasadena, a Califòrnia (Estats Units).

## Formació i jaciments
Va ser descoberta al meteorit Allende, recollit en Pueblito de Allende, a l'Estat de Chihuahua (Mèxic), sent l'únic indret de tot el planeta on ha estat descrita aquesta espècie mineral.